# Percnostola
Percnostola – rodzaj ptaków z rodziny chronkowatych (Thamnophilidae).

## Występowanie
Rodzaj obejmuje gatunki występujące w Ameryce Południowej.

## Morfologia
Długość ciała 13–15,5 cm, masa ciała 21–32 g.

## Systematyka

### Nazewnictwo
Nazwa rodzajowa jest połączeniem słów z języka greckiego: περκνος perknos – „ciemny kolor” oraz στολη stolē – „ubranie, odzież”.

### Podział systematyczny
Gatunkiem typowym jest Turdus rufifrons. Do rodzaju należą następujące gatunki:
- Percnostola rufifrons (J.F. Gmelin, 1789) – białobrzeżek czarnogłowy
- Percnostola arenarum M.L. Isler, Alvarez Alonso, P.R. Isler & Whitney, 2002 – białobrzeżek peruwiański